# Against Wind and Tide: A Cuban Odyssey
Against Wind and Tide: A Cuban Odyssey là bộ phim tài liệu của Mỹ năm 1981 kể về vụ di tản bằng thuyền từ cảng Mariel vào năm 1980. Phim được phát sóng lần đầu tiên trên WORLD của PBS vào tuần ngày 1 tháng 6 năm 1981.

## Giải thưởng
Against Wind and Tide được đề cử Giải Oscar cho Phim Tài liệu Xuất sắc nhất.
Against Wind and Tide đã giành được giải Đại bàng Vàng CINE.

## Liên kiết ngoài
- Against Wind and Tide: A Cuban Odyssey trên Internet Movie Database